# Gotthardbastunneln
Gotthardbastunneln är en järnvägstunnel genom Alperna i Schweiz. Den invigdes 1 juni 2016 och togs officiellt i drift 11 december samma år. Konstruktionen är världens längsta järnvägstunnel, med en längd på 57 km.
Tunneln är en del av det schweiziska AlpTransit-projektet, som också omfattar Lötschberg-bastunneln. Liksom med Lötschbergtunneln har avsikten varit att undvika branta stigningar i bergen för att etablera en snabbare nord-sydlig järnvägsförbindelse genom de schweiziska alperna, för snabbtåg och tunga godståg. Gotthardbastunneln har minskat restiden på linjen Zürich-Milano med i genomsnitt 25 minuter och med Ceneribastunneln, som öppnade 4 september 2020, kommer restiden att minska ytterligare och kapaciteten att öka.

## Konstruktion
Gotthardbastunneln består av två rör med ett enkelspår i varje, med rören borrade sida vid sida från portal till portal, förbundna var 325:e meter med mindre tvärrör, så att den andra tunneln kan användas som nödutgång. Tågen kan byta spår vid två multifunktionsstationer vid Sedrun och Faido.
När tunneln konstruerades byggde man fyra åtkomsttunnlar, för att kunna borra från flera håll samtidigt och på så vis korta ner byggtiden. Den 15 oktober 2010 gjorde tunnelarbetarna genombrottet i tunneln.

## Bakgrund
Vägen som passerar Sankt Gotthardpasset är en av de viktigaste passagerna genom alperna. Trafiken har mer än tiodubblats sedan 1980, och de existerande väg- och järnvägstunnlarna har varit starkt överbelastade. För att få en snabbare och mindre brant passage beslöt väljarna i Schweiz att bygga denna bastunnel, som skär genom Gotthardmassivet cirka 600 meter under den befintliga Sankt Gotthardstunneln. På den gamla linjen kunde bara begränsade godståg med en maxvikt på 2 000 ton, dragna av två eller tre lok ta sig fram. De skulle färdas uppför och nedför branta lutningar och genom spiraltunnlar upp till den gamla tunnelns portaler 1 100 meter över havet. Med den nya tunneln kan godståg på uppemot 4 000 ton passera Sankt Gotthardspasset och passagerartågen åka med en hastighet på upp till 250 kilometer i timmen.

## Specifikationer
- Längd:[1]
  - Västra tunnelröret: 57 017 meter
  - Östra tunnelröret: 57 104 meter
- Total längd på samtliga tunnlar och schakt: 151 840 meter[1]
- Diameter för spårtunnelrören: 8,83-9,58 meter[1]
- Avstånd mellan tvärtunnlar: ca. 325 meter
- Maximalt avstånd till ytan: 2 300 meter (vid Piz Vatgira)
- Byggstart: 1993 (sonderingsborrning), 1996 (förberedelser), 2003 (mekanisk utgrävning)
- Byggavslut: 2016
- Idrifttagning: Juni 2016
- Uppskattad totalkostnad: Mer än $12 miljarder.[7]
- Tåg per dag: 200–250
- Electrifiering: 15 kV, 16,7 Hz
- Säkerhetsregler: Säkerhetsreglementet kommer att likna det i övriga långa schweiziska tunnlar, så som en möjlighet att åsidosätta nödbromsen.
- Mängd utgrävd sten: 28,200 miljoner ton[1]
- Antal Tunnelborrmaskiner (TBM): Fyra Herrenknecht Gripper TBM:s — Maskinnummer S-210 och S-211 norrut från Bodio till Faido och Sedrun, Vilka fick smeknamnen Sissi och Heidi; maskinnummer S-229 och S-230 söderut från Erstfeld till Sedrun vilka fick smeknamnen Gabi I och Gabi II.
  - Total längd: 440 m (inklusive back-uputrustning)
  - Total vikt: 3000 ton
  - Effekt: 5 MW
  - Max. daglig framfart: 25-30 m (i utmärkt berggrund)
  - Totalt utgrävd längd av TBM: ca 45 km/tunnelrör
  - Tillverkare: Herrenknecht, Schwanau, Tyskland
- I juli 2012 hade totalt nio arbetare dött under byggnationen av tunneln.[8]